# 귀거래
"귀거래"는 1960년 공개된 대한민국의 영화이다.

## 배역
- 황정순
- 최남현
- 김승호
- 김석훈
- 김지미